# Bertiera naucleoides
Bertiera naucleoides är en måreväxtart som först beskrevs av Spencer Le Marchant Moore, och fick sitt nu gällande namn av Diane Mary Bridson. Bertiera naucleoides ingår i släktet Bertiera och familjen måreväxter. Inga underarter finns listade i Catalogue of Life.